# Screenplaying
Recopilatorio de los primeros trabajos de Mark Knopfler de bandas sonoras.

## Pistas
1. Irish Boy (04:41) [ Cal ]
2. Irish Love (02:28) [ Cal ]
3. Father And Son (03:28) [ Cal ]
4. Potato Picking (02:08) [ Cal ]
5. The Long Road (07:22) [ Cal ]
6. A Love Idea (03:07) [ Last Exit To Brooklyn ]
7. Victims (03:33) [ Last Exit To Brooklyn ]
8. Finale - Last Exit To Brooklyn (06:25) [ Last Exit To Brooklyn ]
9. Once Upon A Time... Storybook Love (04:00) [ The Princess Bride ]
10. Morning Ride (01:37) [ The Princess Bride ]
11. The Friends' Song (03:04) [ The Princess Bride ]
12. Guide My Sword (05:11) [ The Princess Bride ]
13. A Happy Ending (01:55) [ The Princess Bride ]
14. Wild Theme (03:39) [ Local Hero ]
15. Boomtown (Variation Louis' Favourite) (04:08) [ Local Hero ]
16. The Mist Covered Mountains (04:59) [ Local Hero ]
17. Smooching (05:04) [ Local Hero ]
18. Going Home - Theme Of The Local Hero (04:59) [ Local Hero ]

- Datos: Q2256063